# Réseaux Pasqua
Les réseaux Pasqua sont un ensemble de liens entre personnes ou institutionnels tissés autour de l'homme politique d’obédience gaulliste Charles Pasqua. Ces liens peuvent être d'ordre familial, amical, financier ou politique.

## Les affaires Pasqua
Les réseaux Pasqua, patiemment décortiqués par le juge Philippe Courroye, ont été impliqués dans un grand nombre d'affaires politico-financières françaises:
- l’affaire du faux passeport et de l'exfiltration d'Yves Chalier dans l'affaire du Carrefour du développement (1986) ;
- l’affaire de la Sofremi (voir Sofremi) ;(jugement en première instance en octobre 2007, en appel en mars 2010) ;
- l’affaire du siège de GEC-Alsthom Transport ;
- l’affaire Thinet (1991) ;
- l’affaire Elf (1989-1993) ;
- l’affaire des ventes d'armes à l'Angola (Angolagate) (1993-1995) ;
- l’affaire du casino d'Annemasse (jugement octobre-novembre 2007) (1993-1995)(1999) ;
- l’affaire de la Fondation Hamon (mis en examen le 23 mai 2006) ;
- l’affaire Pétrole contre nourriture (volet français).